# Sông Selizharovka
Sông Selizharovka (tiếng Nga: Селижаровка река) là một con sông ở phía tây bắc phần thuộc châu Âu của Nga, chảy trong tỉnh Tver, chi lưu phía tả ngạn của sông Volga. Sông Selizharovka là một trong những chi lưu chính tại thượng nguồn của sông Volga.
Sông này dài 36 km, diện tích lưu vực 2.950 km², lưu lượng nước trung bình là 20 m³/s.
Chi lưu lớn nhất của nó là sông Tikhvina (tả ngạn). Điểm dân cư lớn nhất dọc bờ sông là làng Selizharovo, trung tâm của huyện Selizharov, tỉnh Tver, cũng tại đây sông Selizharovka đổ vào sông Volga.
Sông Selizharovka chảy từ điểm kết thúc phía tây nam của lạch nước hẹp, sâu và dài của hồ Seliger. Ở thượng nguồn, con sông này rộng khoảng 25–30 m, với dòng chảy nhanh, các bãi đá và các bãi nông trong lòng sông. Hai bờ sông cao, được rừng che phủ.
Xuôi theo dòng chảy thì thung lũng triền sông được mở rộng ra và dòng chảy chậm dần.
Sông Volga tại nơi hợp lưu với Selizharovka chỉ là con sông với bề rộng khoảng 30–40 m, rộng hơn một chút so với Selizharovka.
Sông Selizharovka nổi tiếng đối với những du khách ưa thích du lịch trên sông và câu cá. Trên hai bờ sông có nhiều nhà nghỉ.